# Nigerian Broadcasters Merit Awards
Les Nigerian Broadcasters Merit Awards (NBMA) sont décernés chaque année pour récompenser l'excellence des professionnels de l'industrie audiovisuelle africaine et nigériane. La première édition de ces prix a eu lieu le 31 octobre 2010. Le prix des pionniers de la radiodiffusion est une idée d'Omogbolahan Akinwumi, anciennement connu sous le nom de Kazeem Popoola, directeur des opérations de The Reality Entertainment/Crystal Pearl Communications,,.